# Germánium-monoxid

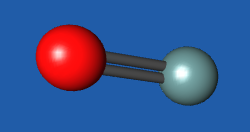
Germánium-monoxid

A germánium-monoxid a germánium és oxigén vegyülete, képlete GeO. Sárga szublimátum formájában nyerhető fémgermánium és germánium-dioxid 1000 °C-on történő reakciójával. A sárga anyag 650 °C-on hevítve barna színűvé változik. Nem jól definiált anyag. Amfoter sajátságú, savakban germánium(II)-sókat képezve oldódik, lúgokban Ge(OH)3− iont tartalmazó „trihidroxogermanátok” vagy „germanitek” keletkeznek.

## Kémiai tulajdonságai
700 °C feletti hőmérsékleten gyorsan bomlik Ge és GeO2 keletkezése közben.

## Fordítás
- Ez a szócikk részben vagy egészben  a   Germanium monoxide című angol Wikipédia-szócikk ezen változatának fordításán alapul.  Az eredeti cikk szerkesztőit annak laptörténete sorolja fel. Ez a jelzés csupán a megfogalmazás eredetét és a szerzői jogokat jelzi, nem szolgál a cikkben szereplő információk forrásmegjelöléseként.